# Krascheninnikovia
Krascheninnikovia là chi thực vật có hoa trong họ Amaranthaceae.

## Hình ảnh

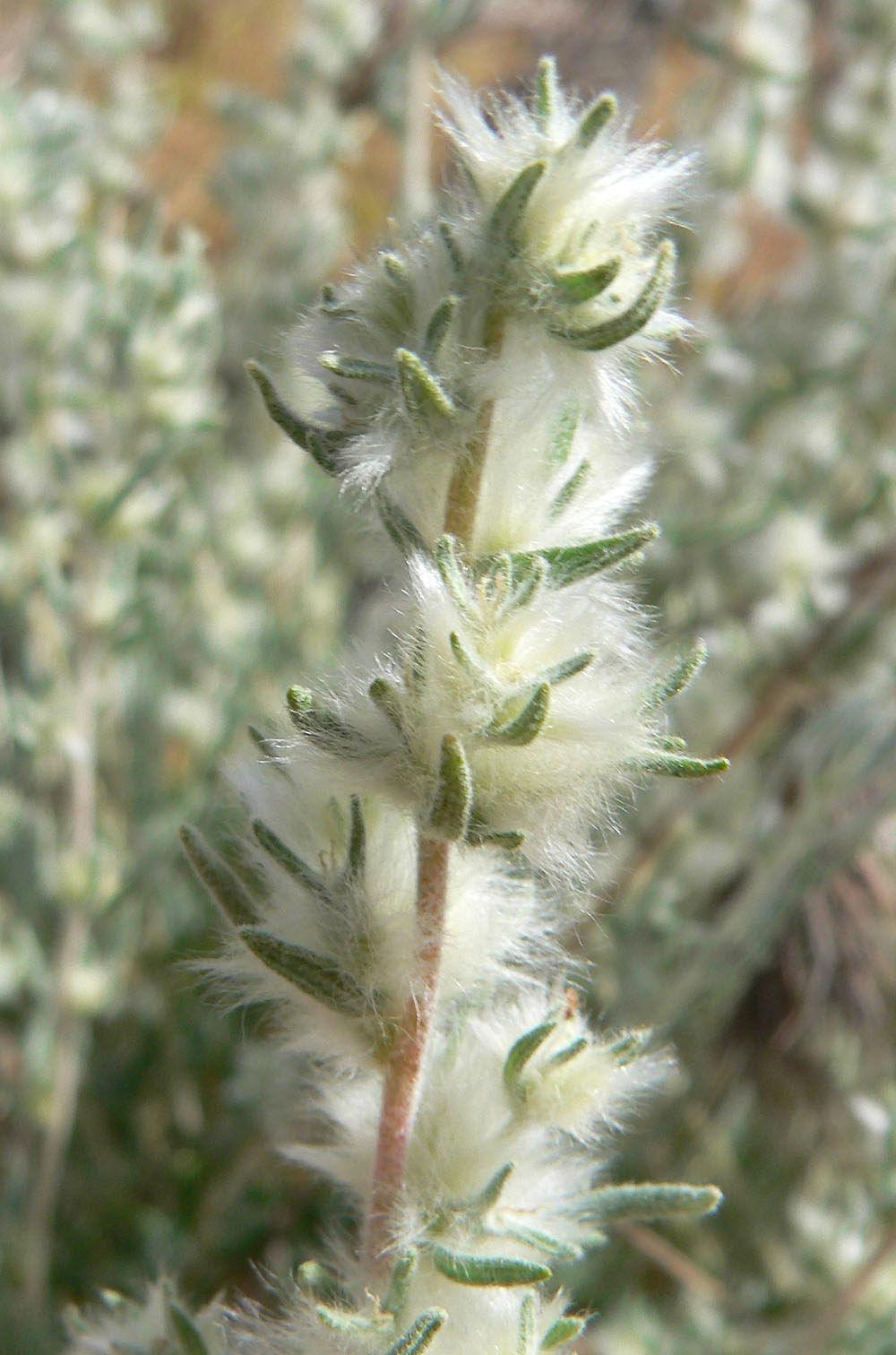
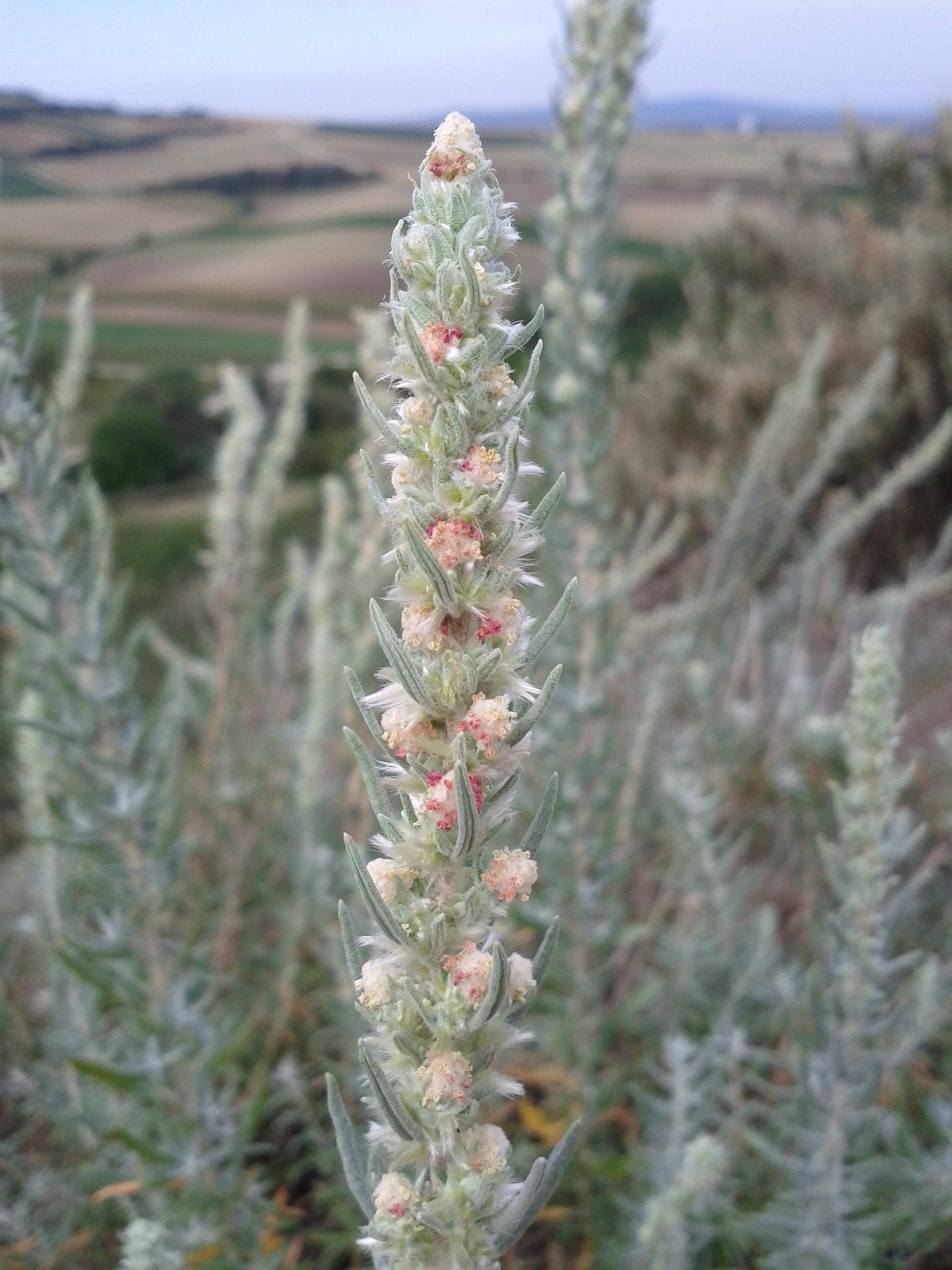
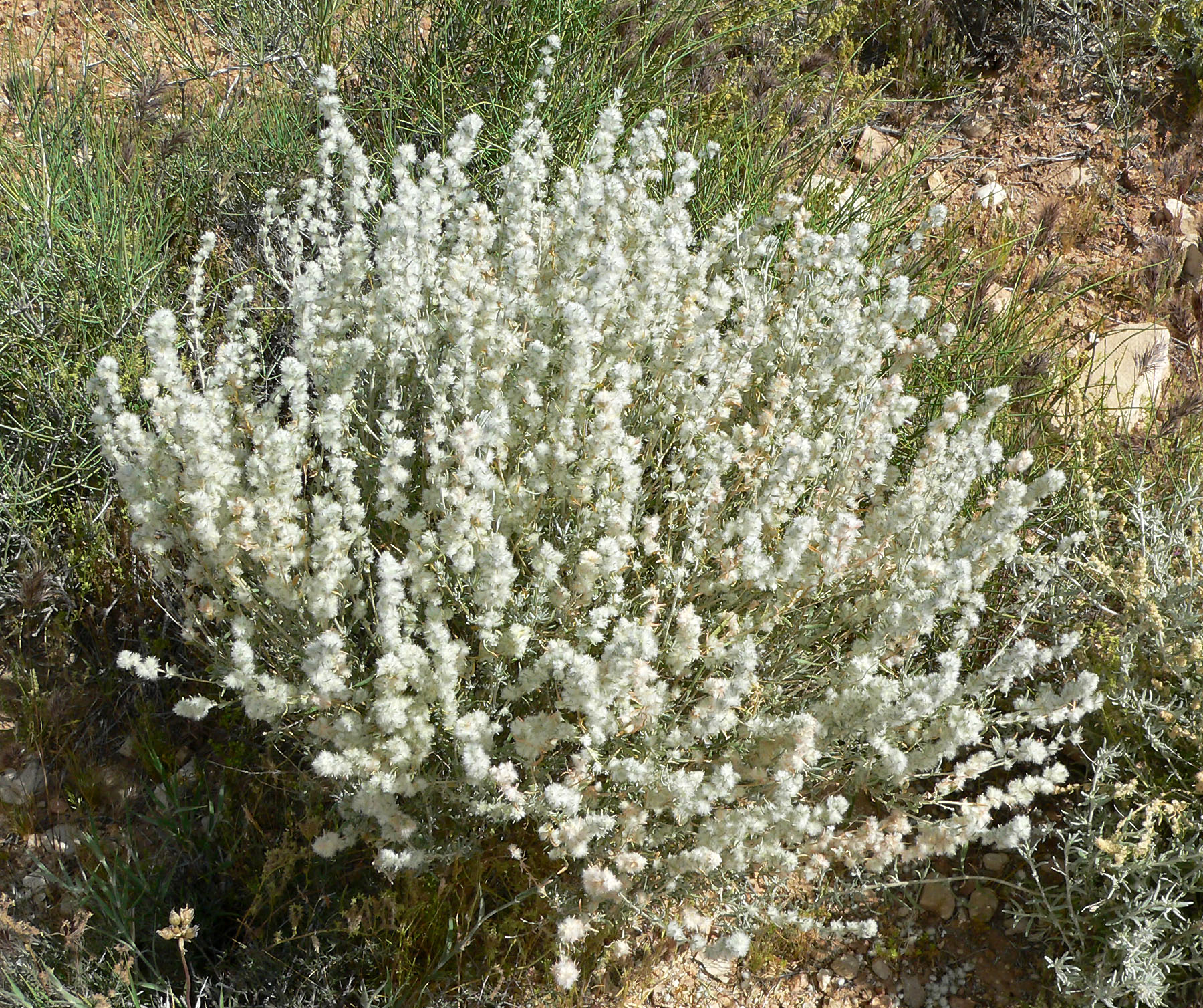